# Stilli
Stilli foi uma comuna da Suíça, no Cantão Argóvia, com cerca de 397 habitantes. Estendia-se por uma área de 0,57 km², de densidade populacional de 696 hab/km². Confinava com as seguintes comunas: Brugg, Rüfenach, Untersiggenthal, Villigen, Würenlingen.
A língua oficial nesta comuna era o Alemão.

## História
Em 1 de janeiro de 2016, passou a formar parte da comuna de Villigen.